# Kleinelsterchen
Das Kleinelsterchen (Spermestes cucullata, Synonym: Lonchura cucullata) ist eine Vogelart aus der Familie der Prachtfinken. Die Art wird gemeinsam mit dem Glanzelsterchen und dem Riesenelsterchen in die Gattung Spermester gestellt.
Es werden mehrere Unterarten unterschieden, wobei die Unterarten jedoch nicht so ausgeprägt variieren wie es bei dem nahe verwandten Glanzelsterchen der Fall ist.

## Beschreibung

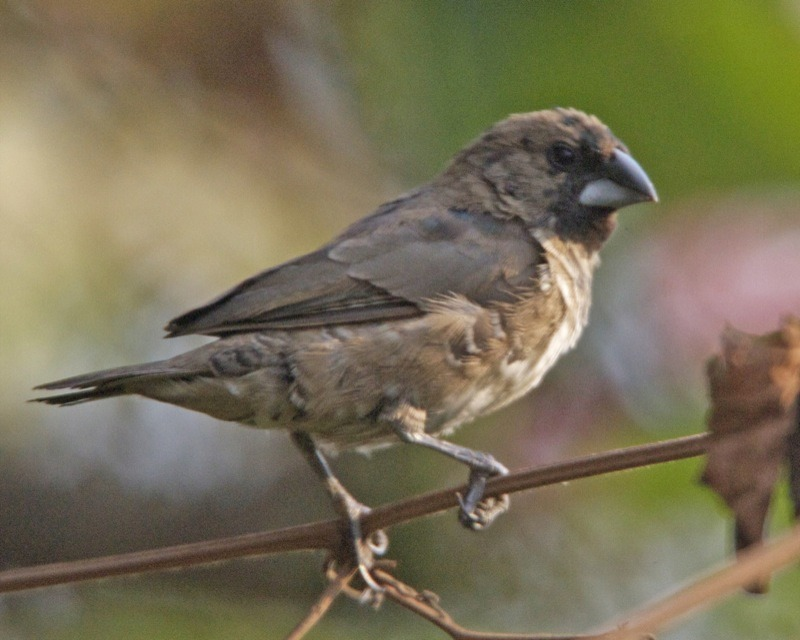
Noch nicht ausgefärbter Jungvogel

Das Kleinelsterchen erreicht ausgewachsen eine Körpergröße bis zu 9 Zentimeter und wiegt im Durchschnitt weniger als zehn Gramm. Es zählt damit zu den klein bleibenden Prachtfinkenarten. Es existiert kein Sexualdimorphismus.
Der Oberkopf, das Genick und die Kopfseiten sind schwarz mit einem grünlichen bis violetten Metallglanz. Die Kehle und die Kropfgegend ist gleichfalls schwarz. Der Rücken und die Flügel sind erdbraun. Der Bürzel und die Unterschwanzdecken sind weiß-dunkelgrau gesperbert. Der Schwanz ist schwarz, die Körperunterseite ist weiß. Die Feder der Körperseiten sind braun mit breiten weißen Endsäumen, wodurch die Körperseiten ebenfalls quergebändert wirken. Der Schnabel ist oberseits dunkelgrau und unterseits hellgrau.
Jungvögel sind auf der Körperoberseite mittelbraun. Der Oberkopf und die Kopfseiten sind etwas dunkler und grauer, der Bürzel etwas heller. Der Schwanz ist schwarzbraun und die Körperunterseite ist bräunlich weiß.
Auffallend am Kleinelsterchen sind die ständigen Schwanzbewegungen. Der Gesang dieser Art ist leise und schnell zwitschernd.

## Verbreitung und Lebensraum

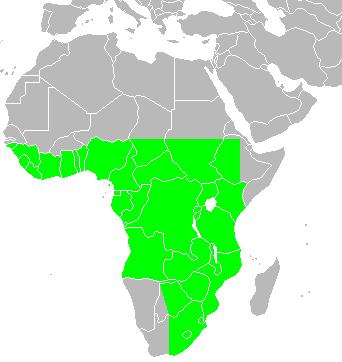
Verbreitungsgebiet

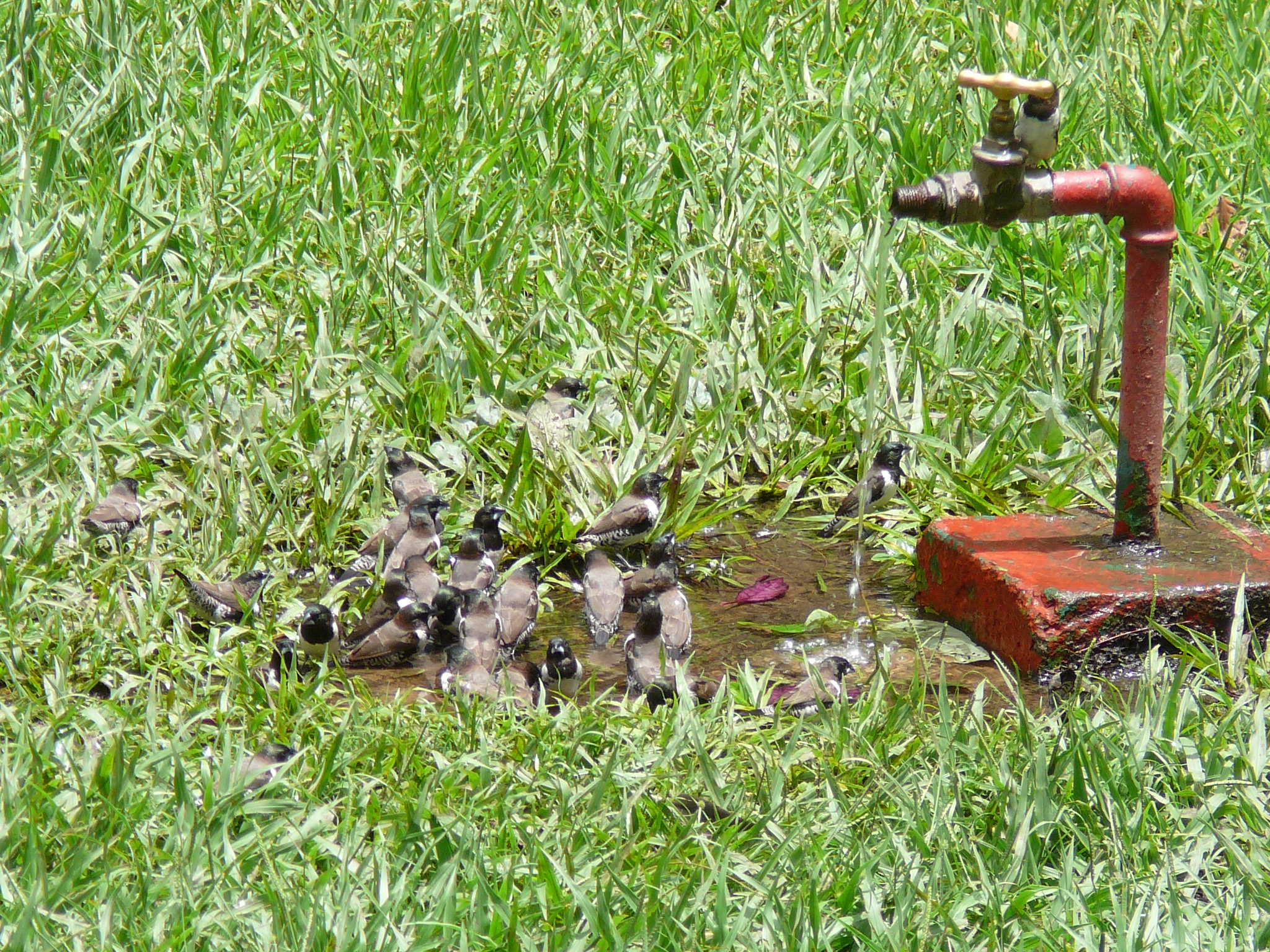
Ein Schwarm Kleinelsterchen an einer Wasserstelle

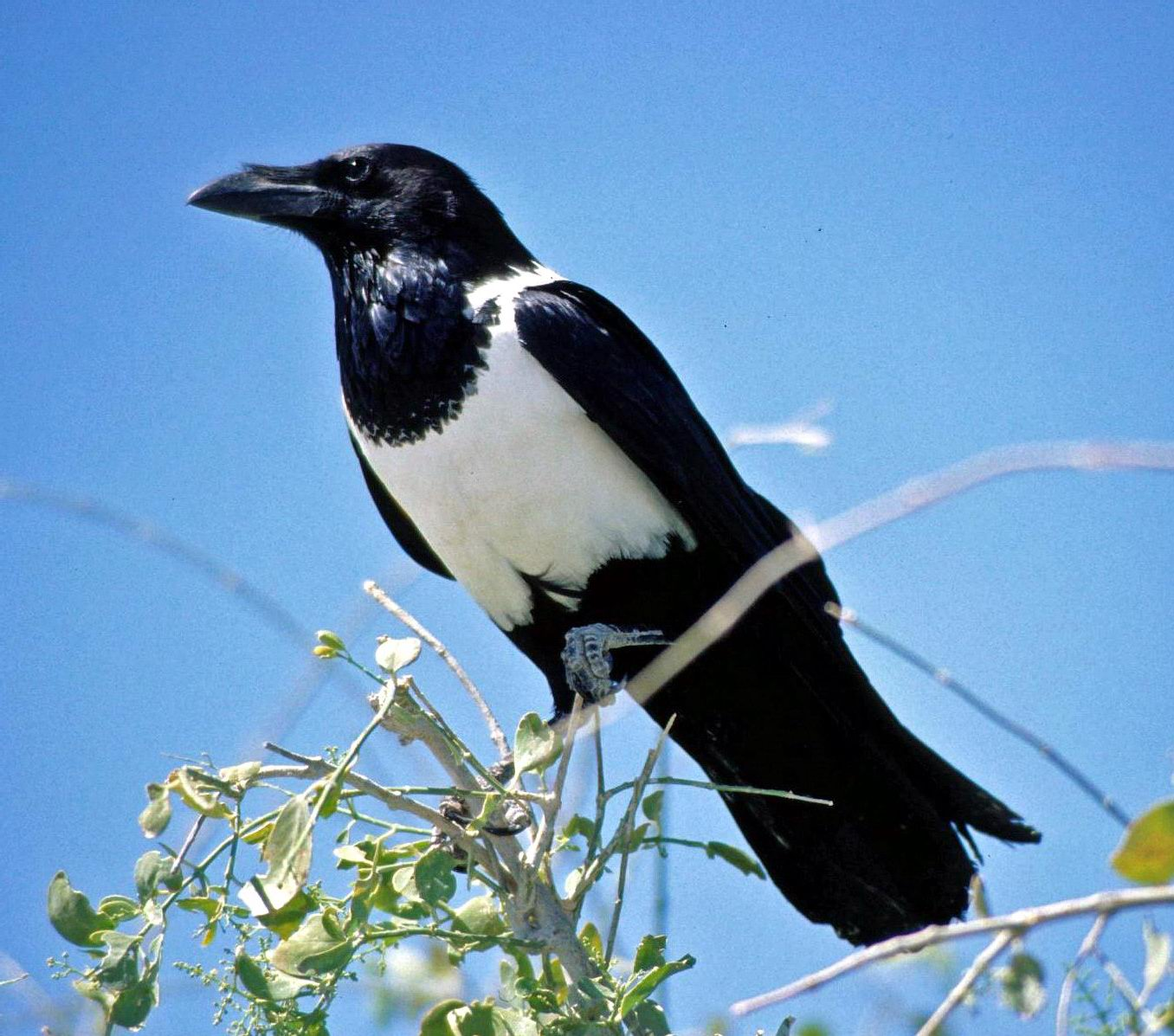
Der Schildrabe ist einer der Fressfeinde des Kleinelsterchens

Das Verbreitungsgebiet des Kleinelsterchens reicht in Afrika von Senegal, Gambia, Guinea, Sierra Leone und Liberia über Kamerun und die Zentralafrikanische Republik bis nach Äthiopien und über das gesamte mittlere Afrika bis zum Süden Angolas, dem Westen Sambias, dem Osten Namibias und über Simbabwe und Mosambik bis zur Region von Port Elizabeth in der Kapprovinz. Die Art kommt außerdem auf den Inseln Príncipe, Sao Thomé, Bioko und den Komoren vor. Auf Puerto Rico ist die Art eingebürgert.
Der Lebensraum des Kleinelsterchens sind offene Gebiete vom Meeresniveau bis in Höhenlagen von 2.000 Meter über NN. Es kommt grundsätzlich in offenerem Gelände als das Glanzelsterchen vor. Es besiedelt unter anderem Waldlichtungen und kommt auch im dichten Dornbusch sowie im offenen Wald vor. In trockenen Savannen ist die Art vor allem am Rand von Galeriewäldern anzutreffen. Die Art ist ein ausgeprägterer Kulturfolger als das Glanzelsterchen und ist oft in der Nachbarschaft von menschlichen Siedlungen zu beobachten. In der südafrikanischen Großstadt Durban ist es auch in den Grünanlagen zu beobachten.

## Lebensweise

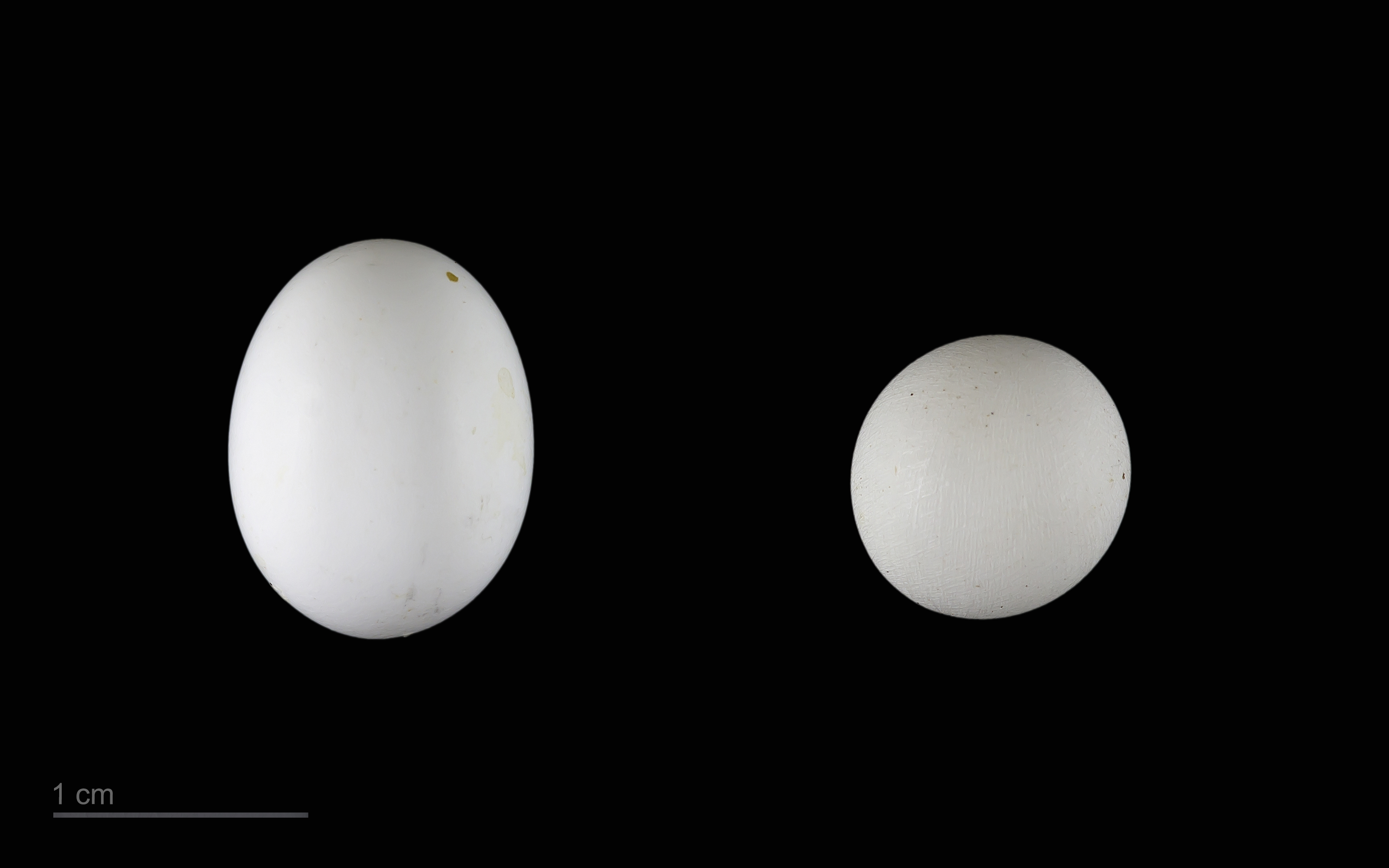
Links: Vidua macroura rechts: Lonchura cucullata, Sammlung Museum von Toulouse

Die Nahrung besteht überwiegend aus kleinen Grassamen. Diese werden gewöhnlich vom Erdboden aufgenommen, jedoch ist das Kleinelsterchen wie viele andere Prachtfinkenarten in der Lage, diese auf den Halmen herumkletternd aus den Fruchtständen zu klauben. Schwärme dieser Art, die in Hirse- oder Reisfelder einfallen, können dort beträchtlichen Schaden anrichten. Daneben frisst das Kleinelsterchen Insekten. Eine besondere Rolle spielen dabei schwärmende Termiten. Wie viele andere Bronzemännchen-Arten frisst diese Prachtfinkenart auch Algen.
Schwarzelsterchen sind Freibrüter, die ihr Nest mit Kokos- und Sisalfasern sowie weichen Gräsern und Federn auspolstern. Das Nest befindet sich meist 2 bis 2,5 Meter über dem Erdboden in einem kleineren Baum. Es wird sehr häufig in der Nähe von Wespen- oder Ameisennestern errichtet. Bei den Brutnestern werden 500 bis 800 Halme verbaut, während die reinen Schlafnester nur aus 200 bis 400 Halmen bestehen. Am Nestbau sind beide Geschlechter beteiligt. Gelegentlich werden auch verlassene Webervogelnester zur Brut verwendet. Das Gelege besteht aus vier bis sechs Eiern. Die Brutdauer beträgt 12 bis 13 Tage. Beide Elternvögel brüten während des Tages abwechselnd. In der Nacht schlafen beide gemeinsam auf den Eiern. Die Jungvögel verlassen erstmals mit siebzehn bis achtzehn Lebenstagen das Nest, kehren allerdings nachts immer wieder zurück.
Zu den Fressfeinden zählen Zwergsperber (Accipiter minullus), Schildrabe, Glanzkrähe, verschiedene Würgerarten, der Trauerdrongo (Dicrurus adsimilis), Wegekuckuck, Eisvögel und der Silberadler (Aquila wahlbergi). Die Dominikanerwitwe ist ein Brutparasit des Kleinelsterchens und in Puerto Rico wird die Art auch vom Seidenkuhstärling (Cyrtotes bonariensis) parasitiert.

## Haltung als Ziervogel
Kleinelsterchen wurden erstmals zwischen den Jahren 1860 und 1865 nach Europa eingeführt. Die Erstzucht gelang bereits im Jahre 1867. Es wird bis heute regelmäßig, wenn auch in kleiner Zahl nachgezogen. Die Art ist gegenüber anderen Vögeln aggressiv, was ein Grund ist, dass sie heute nicht mehr sehr häufig gehalten wird.
Kleinelsterchen gelten als einfach in der Pflege. Sie werden seit langem erfolgreich nachgezüchtet. Sie benötigen eine Innenvoliere und Raumtemperaturen, die konstant oberhalb von 15 Grad Celsius liegen.

## Belege

### Einzelbelege
1. ↑  Nicolai et al., S. 361
2. ↑  Nicolai et al., S. 365
3. ↑  Nicolai et al., S. 366
4. ↑  Nicolai et al., S. 366 und S. 367